# Olympische Sommerspiele 1972/Teilnehmer (Vereinigte Staaten)
| Gelbes Symbol für Goldmedaillen mit stilisierten Olympischen Ringen | Graues Symbol für Silbermedaillen mit stilisierten Olympischen Ringen | Braundes Symbol für Bronzemedaillen mit stilisierten Olympischen Ringen |
| ------------------------------------------------------------------- | --------------------------------------------------------------------- | ----------------------------------------------------------------------- |
| 33                                                                  | 31                                                                    | 30                                                                      |

Die Vereinigten Staaten von Amerika nahmen an den Olympischen Sommerspielen 1972 in München mit einer Delegation von 400 Athleten teil, darunter 316 Männer und 84 Frauen. Im Medaillenspiegel belegten sie den zweiten Platz hinter der Sowjetunion. Am erfolgreichsten waren die USA in den Schwimmwettbewerben, mit seinen sieben Goldmedaillen stach Mark Spitz besonders hervor – diesen Rekord konnte erst Michael Phelps einstellen. Fahnenträgerin bei der Eröffnungsfeier war die Leichtathletin Olga Fikotová.

## Teilnehmer nach Sportarten

### Basketball
Männer
- Silber

- Kader
Kenneth Bryan Davis
Doug Collins
Thomas Edward Henderson
Michael Allen Bantom
Bobby Jones
Dwight Jones
James Forbes
James Turner Brewer
Tommy Burleson
Charles Thomas McMillen
Kevin Joyce
William Edward Ratleff

### Bogenschießen
| Männer - Edwin Eliason Einzel: 5. Platz - Dennis McComak Einzel: 11. Platz - John Williams Einzel: Gold | Frauen - Maureen Bechdolt Einzel: 28. Platz - Linda Myers Einzel: 5. Platz - Doreen Wilber Einzel: Gold |

### Boxen
- Davey Armstrong
Halbfliegengewicht: Achtelfinale

- Duane Bobick
Schwergewicht: Viertelfinale

- James Busceme
Leichtgewicht: Achtelfinale

- Ricardo Carreras
Bantamgewicht: Bronze

- Tim Dement
Fliegengewicht: Achtelfinale

- Marvin Johnson
Mittelgewicht: Bronze

- Reggie Jones
Halbmittelgewicht: 2. Runde

- Raymond Russell
Halbschwergewicht: Achtelfinale

- Ray Seales
Halbweltergewicht: Gold

- Louis Self
Federgewicht: Achtelfinale

- Jesse Valdez
Weltergewicht: Bronze

### Fechten
| Männer - Paul Apostol Säbel, Einzel: Halbfinale Säbel, Mannschaft: Vorrunde - Carl Borack Florett, Einzel: Vorrunde Florett, Mannschaft: Vorrunde - Edward Bozek Säbel, Mannschaft: 9. Platz - Martin Davis Florett, Mannschaft: Vorrunde - Robert Dow Säbel, Mannschaft: Vorrunde - Joseph Freeman Florett, Einzel: Achtelfinale Florett, Mannschaft: Vorrunde - Paul Makler Säbel, Mannschaft: 9. Platz - George Masin Säbel, Einzel: Achtelfinale Säbel, Mannschaft: 9. Platz - James Melcher Säbel, Einzel: Vorrunde Säbel, Mannschaft: 9. Platz - Stephen Netburn Säbel, Einzel: Achtelfinale Säbel, Mannschaft: 9. Platz - Alfonso Morales Säbel, Einzel: Viertelfinale Säbel, Mannschaft: Vorrunde - John Nonna Florett, Einzel: Vorrunde Florett, Mannschaft: Vorrunde - Alex Orban Säbel, Einzel: Viertelfinale Säbel, Mannschaft: Vorrunde - Tyrone Simmons Florett, Mannschaft: Vorrunde | Frauen - Tatyana Adamovich Florett, Mannschaft: 7. Platz - Natalia Clovis Florett, Mannschaft: 7. Platz - Harriet King Florett, Einzel: Vorrunde Florett, Mannschaft: 7. Platz - Ann O’Donnell Florett, Einzel: Vorrunde Florett, Mannschaft: 7. Platz - Ruth White Florett, Einzel: Viertelfinale Florett, Mannschaft: 7. Platz |

### Fußball
Männer
- Gruppenphase

- Kader
  - Tor

1 Mike Ivanow
19 Shep Messing
  - Abwehr

2 Casey Bahr
3 John Bocwinski
5 Horst Stemke
10 Arthur Demling
15 Wally Ziaja
  - Mittelfeld

4 Al Trost
6 Neil Stam
9 John Carenza
14 Joe Hamm
17 Jim Zylker
  - Sturm

7 Archie Roboostoff
8 Mike Seerey
11 Mani Hernandez
12 Steve Gay
13 Hugo Salcedo
16 Mike Flater
18 Mike Margulis

### Gewichtheben
Männer
- Alan Ball
Schwergewicht: 11. Platz

- Daniel Cantore
Leichtgewicht: 9. Platz

- Frank Capsouras
Schwergewicht: 10. Platz

- Phil Grippaldi
Mittelschwergewicht: 4. Platz

- Rick Holbrook
Mittelschwergewicht: 5. Platz

- Mike Karchut
Leichtschwergewicht: DNF

- Russell Knipp
Mittelgewicht: 8. Platz

- Fred Lowe
Mittelgewicht: 9. Platz

- Ken Patera
Superschwergewicht: DNF

### Handball
Männer
- 14. Platz

- Kader
Richard Abrahamson
Fletcher Abram
Roger Baker
Dennis Berkholtz
Larry Caton
Vincent DiCalogero
Elmer Edes
Thomas Hardiman
Rudolph Matthews
Sandor Rivnyak
James Rogers
Richard Schlesinger
Kevin Serrapede
Robert Sparks
Joel Voelkert
Harry Winkler

### Judo
Männer
- Pat Burris
Halbmittelgewicht: 21. Platz

- Irwin Cohen
Mittelgewicht: 19. Platz

- Douglas Nelson
Schwergewicht: 9. Platz

- Ken Okada
Leichtgewicht: 19. Platz

- Johnny Watts
Offene Klasse: 11. Platz

- Jimmy Wooley
Halbschwergewicht: 5. Platz

### Kanu
| Männer - Jack Brosius Kajak-Zweier, 1000 Meter: Halbfinale - John Burton Canadier-Zweier, Slalom: 12. Platz - Sandy Campbell Kajak-Einer, Slalom: 28. Platz - John van Dyke Kajak-Vierer, 1000 Meter: Hoffnungslauf - Eric Evans Kajak-Einer, Slalom: 7. Platz - John Evans Canadier-Zweier, Slalom: 14. Platz - John Holland Kajak-Einer, Slalom: 19. Platz - Stephen Kelly Kajak-Vierer, 1000 Meter: Hoffnungslauf - James McEwan Canadier-Einer, Slalom: Bronze - Robert Mitchell Kajak-Einer, 1000 Meter: Hoffnungslauf - Angus Morrison Canadier-Einer, Slalom: 10. Platz - Roland Muhlen Canadier-Zweier, 1000 Meter: 6. Platz - Russ Nichols Canadier-Zweier, Slalom: 14. Platz - Philip Rogosheske Kajak-Vierer, 1000 Meter: Hoffnungslauf - Tom Southworth Canadier-Zweier, Slalom: 12. Platz - András Törő Canadier-Einer, 1000 Meter: Halbfinale - Wick Walker Canadier-Einer, Slalom: 11. Platz - Andreas Weigand Canadier-Zweier, 1000 Meter: 6. Platz - Jerome Welbourn Kajak-Vierer, 1000 Meter: Hoffnungslauf - Alan Whitney Kajak-Zweier, 1000 Meter: Halbfinale | Frauen - Lyn Ashton Kajak-Einer, Slalom: 9. Platz - Cindy Goodwin Kajak-Einer, Slalom: 14. Platz - Louise Holcombe Kajak-Einer, Slalom: 15. Platz - Marcia Jones Smoke Kajak-Einer, 500 Meter: 9. Platz - Linda Murray-Dragan Kajak-Zweier, 500 Meter: Halbfinale - Nancy Purves Kajak-Zweier, 500 Meter: Halbfinale |

### Leichtathletik
| Männer - Jon Anderson 10.000 Meter: Vorläufe - Jack Bacheler Marathon: 9. Platz - Jeff Bannister Zehnkampf: 21. Platz - Jeff Bennett Zehnkampf: 4. Platz - Larry Black 200 Meter: Silber 4 × 100 Meter: Gold - Doug Brown 3000 Meter Hindernis: Vorläufe - Richard Bruggeman 400 Meter Hürden: Vorläufe - Larry Burton 200 Meter: 4. Platz - Preston Carrington Weitsprung: 5. Platz - Wayne Collett 400 Meter: Silber - John Craft Dreisprung: 5. Platz - Willie Davenport 110 Meter Hürden: 4. Platz - Tom Dooley 20 Kilometer Gehen: 15. Platz - Christopher Dunn Hochsprung: 20. Platz in der Qualifikation - Al Feuerbach Kugelstoßen: 5. Platz - George Frenn Hammerwurf: 27. Platz in der Qualifikation - Tom Gage Hammerwurf: 12. Platz - Jeff Galloway 10.000 Meter: Vorläufe - Eddie Hart 100 Meter: Vorläufe 4 × 100 Meter: Gold - Steve Hayden 50 Kilometer Gehen: 27. Platz - Tom Hill 110 Meter Hürden: Bronze - Leonard Hilton 5000 Meter: Vorläufe - Bruce Jenner Zehnkampf: 10. Platz - Jan Johnson Stabhochsprung: Bronze - Ronald Jourdan Hochsprung: 20. Platz in der Qualifikation - Goetz Klopfer 20 Kilometer Gehen: 19. Platz - Fred Luke Speerwurf: 8. Platz - Mike Manley 3000 Meter Hindernis: Vorläufe - Ralph Mann 400 Meter Hürden: Silber - Vince Matthews 400 Meter: Gold - Rod Milburn 110 Meter Hürden: Gold - Kenny Moore Marathon: 4. Platz - Brian Oldfield Kugelstoßen: 6. Platz - John Powell Diskuswurf: 4. Platz - Steve Prefontaine 5000 Meter: 4. Platz - Arnie Robinson Weitsprung: Bronze - Rey Robinson 100 Meter: Vorläufe - Jim Ryun 1500 Meter: Vorläufe - Steve Savage 3000 Meter Hindernis: Vorläufe - Bill Schmidt Speerwurf: Bronze - Albert Schoterman Hammerwurf: 22. Platz in der Qualifikation - Bob Seagren Stabhochsprung: Silber - Jim Seymour 400 Meter Hürden: 4. Platz - Frank Shorter 10.000 Meter: 5. Platz Marathon: Gold - Jay Silvester Diskuswurf: Silber - Chuck Smith 200 Meter: 5. Platz - Dave Smith Dreisprung: 32. Platz in der Qualifikation - John Smith 400 Meter: DNF (Finale) - Steve Smith Stabhochsprung: 18. Platz in der Qualifikation - Milt Sonsky Speerwurf: 10. Platz - Dwight Stones Hochsprung: Bronze - Ken Swenson 800 Meter: Halbfinale/disqualifiziert - Robert Taylor 100 Meter: Silber 4 × 100 Meter: Gold - Gerald Tinker 4 × 100 Meter: Gold - Tim Vollmer Diskuswurf: 8. Platz - Art Walker Dreisprung: 29. Platz in der Qualifikation - William Weigle 50 Kilometer Gehen: 17. Platz - Robert Wheeler 1500 Meter: Halbfinale - Randy Williams Weitsprung: Gold - Rick Wohlhuter 800 Meter: Vorläufe - George Woods Kugelstoßen: Silber - Dave Wottle 800 Meter: Gold 1500 Meter: Halbfinale - George Young 5000 Meter: Vorläufe - Larry Young 20 Kilometer Gehen: 10. Platz 50 Kilometer Gehen: Bronze | Frauen - Kim Attlesey Weitsprung: 29. Platz in der Qualifikation - Roberta Brown Speerwurf: 19. Platz in der Qualifikation - Sherry Calvert Speerwurf: 15. Platz in der Qualifikation - Iris Davis 100 Meter: 4. Platz 4 × 100 Meter: 4. Platz - Debra Edwards 400 Meter: Vorläufe - Mable Fergerson 400 Meter: 5. Platz 4 × 400 Meter: Silber - Barbara Ferrell 100 Meter: 7. Platz 200 Meter: Halbfinale - Olga Fikotová Diskuswurf: 16. Platz in der Qualifikation - Gale Fitzgerald Fünfkampf: 19. Platz - Jane Frederick Fünfkampf: 21. Platz - Cindy Gilbert Hochsprung: 32. Platz in der Qualifikation - Sandra Goldsberry Hochsprung: 38. Platz in der Qualifikation - Pamela Greene 200 Meter: Viertelfinale - Kathy Hammond 400 Meter: Bronze 4 × 400 Meter: Silber - Wendy Koenig 800 Meter: Vorläufe - Francea Kraker 1500 Meter: Halbfinale - Francie Larrieu Smith 1500 Meter: Halbfinale - Madeline Manning 800 Meter: Halbfinale 4 × 400 Meter: Silber - Mildrette Netter 4 × 100 Meter: 4. Platz - Leahseneth O’Neal 100 Meter Hürden: Halbfinale - Mamie Rallins 100 Meter Hürden: Halbfinale - Mattiline Render 100 Meter: Viertelfinale 4 × 100 Meter: 4. Platz - Kate Schmidt Speerwurf: Bronze - Maren Seidler Kugelstoßen: 14. Platz in der Qualifikation - Jan Svendsen Kugelstoßen: 16. Platz in der Qualifikation - Jacqueline Thompson 200 Meter: Halbfinale - Cheryl Toussaint 800 Meter: Vorläufe 4 × 400 Meter: Silber - Martha Rae Watson 4 × 100 Meter: 4. Platz Weitsprung: 23. Platz in der Qualifikation - Willye White Weitsprung: 11. Platz - Deanne Wilson Hochsprung: 30. Platz in der Qualifikation - Patty Van Wolvelaere 100 Meter Hürden: Halbfinale |

### Moderner Fünfkampf
Männer
- John Fitzgerald
Einzel: 11. Platz
Mannschaft: 4. Platz

- Charles Richards
Einzel: 9. Platz
Mannschaft: 4. Platz

- Scott Taylor
Einzel: 29. Platz
Mannschaft: 4. Platz

### Radsport
Männer
- John Allis
Straßenrennen: 63. Platz

- Richard Ball
100 Kilometer Mannschaftszeitfahren: 15. Platz

- David Chauner
4000 Meter Mannschaftsverfolgung: 17. Platz in der Qualifikation

- John Howard
Straßenrennen: 61. Platz
100 Kilometer Mannschaftszeitfahren: 15. Platz

- David Mulica
4000 Meter Mannschaftsverfolgung: 17. Platz in der Qualifikation

- Jim Ochowicz
4000 Meter Mannschaftsverfolgung: 17. Platz in der Qualifikation

- Robert Schneider
Straßenrennen: DNF

- Ron Skarin
100 Kilometer Mannschaftszeitfahren: 15. Platz

- Jeffrey Spencer
Sprint: 4. Runde
Tandemsprint: 2. Runde

- Ralph Therrio
Tandemsprint: 2. Runde

- Wayne Stetina
100 Kilometer Mannschaftszeitfahren: 15. Platz

- John Vande Velde
4000 Meter Einerverfolgung: 12. Platz in der Qualifikation
4000 Meter Mannschaftsverfolgung: 17. Platz in der Qualifikation

- Emile Waldteufel
Straßenrennen: DNF

- Steve Woznick
1000 Meter Zeitfahren: 12. Platz

- Roger Young
Sprint: 4. Runde

### Reiten
- Frank Chapot
Springen, Mannschaft: Silber

- Bruce Davidson
Vielseitigkeitsreiten, Einzel: 8. Platz
Vielseitigkeitsreiten, Mannschaft: Silber

- Kevin Freeman
Vielseitigkeitsreiten, Einzel: 5. Platz
Vielseitigkeitsreiten, Mannschaft: Silber

- Kathryn Kusner
Springen, Einzel: 10. Platz
Springen, Mannschaft: Silber

- Edith Master
Dressur, Einzel: 19. Platz
Dressur, Mannschaft: 9. Platz

- John Michael Plumb
Vielseitigkeitsreiten, Einzel: 20. Platz
Vielseitigkeitsreiten, Mannschaft: Silber

- Neal Shapiro
Springen, Einzel: Bronze 
Springen, Mannschaft: Silber

- Bill Steinkraus
Springen, Einzel: 22. Platz
Springen, Mannschaft: Silber

- Lois Stephens
Dressur, Einzel: 31. Platz
Dressur, Mannschaft: 9. Platz

- John Winnett
Dressur, Einzel: 22. Platz
Dressur, Mannschaft: 9. Platz

- James Wofford
Vielseitigkeitsreiten, Einzel: 30. Platz
Vielseitigkeitsreiten, Mannschaft: Silber

### Ringen
Männer
- Wayne Baughman
Halbschwergewicht, griechisch-römisch: 3. Runde

- Bob Buzzard
Leichtgewicht, griechisch-römisch: 2. Runde

- Jimmy Carr
Fliegengewicht, Freistil: 3. Runde

- Gene Davis
Federgewicht, Freistil: 3. Runde

- Buck Deadrich
Schwergewicht, griechisch-römisch: 2. Runde

- Dan Gable
Leichtgewicht, Freistil: Gold

- Sergio Gonzalez
Halbfliegengewicht, Freistil: 3. Runde

- Dave Hazewinkel
Bantamgewicht, griechisch-römisch: 2. Runde

- Jim Hazewinkel
Federgewicht, griechisch-römisch: 2. Runde

- Wayne Holmes
Halbfliegengewicht, griechisch-römisch: 2. Runde

- Gary Neist
Weltergewicht, griechisch-römisch: 2. Runde

- Benjamin Peterson
Halbschwergewicht, Freistil: Gold

- John Peterson
Mittelgewicht, Freistil: Silber

- Jay Robinson
Mittelgewicht, griechisch-römisch: 3. Runde

- Richard Sanders
Bantamgewicht, Freistil: Silber

- Henk Schenk
Schwergewicht, Freistil: 2. Runde

- Chris Taylor
Superschwergewicht, griechisch-römisch: 2. Runde
Superschwergewicht, Freistil: Bronze

- Wayne Wells
Weltergewicht, Freistil: Gold

### Rudern
Männer
- James Dietz
Einer: 5. Platz

- Tom McKibbon & John Van Blom
Doppelzweier: Hoffnungslauf

- Larry Hough & Dick Lyon
Zweier ohne Steuermann: 9. Platz

- Aaron Herman, Luther Jones & Mike Staines
Zweier mit Steuermann: 11. Platz

- Dick Dreissigacker, Charles Hewitt, Bill Miller & Jim Moroney
Vierer ohne Steuermann: Hoffnungslauf

- Stewart MacDonald, Chad Rudolph, Charles Ruthford, David Sawyer & Michael Vespoli
Vierer mit Steuermann: 5. Platz

- Gene Clapp, Bill Hobbs, Franklin Hobbs, Paul Hoffman, Cleve Livingston, Michael Livingston, Tim Mickelson, Pete Raymond & Lawrence Terry
Achter: Silber

### Schießen
- Hershel Anderson
Freie Pistole: 34. Platz

- Victor Auer
Kleinkaliber, Dreistellungskampf: Silber

- Lanny Bassham
Freies Gewehr, Dreistellungskampf: 7. Platz
Kleinkaliber, liegend: Silber

- Charles Davis
Laufende Scheibe: 19. Platz

- Jimmie Dorsey
Freie Pistole: 28. Platz

- Donald Haldeman
Trap: 17. Platz

- Jack Johnson
Skeet: 9. Platz

- Bill McMillan
Schnellfeuerpistole: 45. Platz

- Jim McNally
Schnellfeuerpistole: 10. Platz

- Edmund Moeller
Laufende Scheibe: 9. Platz

- Jim Poindexter
Trap: 6. Platz

- Tony Rosetti
Skeet: 34. Platz

- Lones Wigger
Freies Gewehr, Dreistellungskampf: Gold 
Kleinkaliber, liegend: 7. Platz

- John Writer
Kleinkaliber, Dreistellungskampf: Gold

### Schwimmen
| Männer - Robin Backhaus 200 Meter Schmetterling: Bronze - Tom Bruce 100 Meter Brust: Silber 4 × 100 Meter Lagen: Gold - Mike Burton 1500 Meter Freistil: Gold 4 × 200 Meter Freistil: Gold - Mark Chatfield 100 Meter Brust: 4. Platz - Rick Colella 200 Meter Brust: 4. Platz - Gary Conelly 4 × 100 Meter Freistil: Gold 4 × 200 Meter Freistil: Gold - Rick DeMont 400 Meter Freistil: Gold wegen Nachweis eines Asthmamittels disqualifiziert 1500 Meter Freistil: nach dem Vorlauf disqualifiziert - Dave Edgar 4 × 100 Meter Freistil: Gold 100 Meter Schmetterling: 5. Platz - David Fairbank 4 × 100 Meter Freistil: Gold 4 × 100 Meter Lagen: Gold - Steve Furniss 200 Meter Lagen: Bronze 400 Meter Lagen: 4. Platz - Steve Genter 200 Meter Freistil: Silber 400 Meter Freistil: Silber 4 × 200 Meter Freistil: Gold - Gary Hall 200 Meter Schmetterling: Silber 200 Meter Lagen: 4. Platz 400 Meter Lagen: 5. Platz 4 × 100 Meter Lagen: Gold - Jerry Heidenreich 100 Meter Freistil: Silber 4 × 100 Meter Freistil: Gold 100 Meter Schmetterling: Bronze 4 × 100 Meter Lagen: Gold - John Hencken 100 Meter Brust: Bronze 200 Meter Brust: Gold 4 × 100 Meter Lagen: Gold - Mitchell Ivey 100 Meter Rücken: 4. Platz 200 Meter Rücken: Bronze 4 × 100 Meter Lagen: Gold - Brian Job 200 Meter Brust: Vorläufe - John Kinsella 4 × 200 Meter Freistil: Gold - Tom McBreen 400 Meter Freistil: Bronze 4 × 200 Meter Freistil: Gold - Tim McKee 200 Meter Rücken: 5. Platz 200 Meter Lagen: Silber 400 Meter Lagen: Silber - John Murphy 100 Meter Freistil: 4. Platz 4 × 100 Meter Freistil: Gold 100 Meter Rücken: Bronze - Douglas Northway 1500 Meter Freistil: Bronze - Mark Spitz 100 Meter Freistil: Gold 200 Meter Freistil: Gold 4 × 100 Meter Freistil: Gold 4 × 200 Meter Freistil: Gold 100 Meter Schmetterling: Gold 200 Meter Schmetterling: Gold 4 × 100 Meter Lagen: Gold - Mike Stamm 100 Meter Rücken: Silber 200 Meter Rücken: Silber 4 × 100 Meter Lagen: Gold - Fred Tyler 200 Meter Freistil: 5. Platz 4 × 200 Meter Freistil: Gold | Frauen - Susie Atwood 100 Meter Rücken: Bronze 200 Meter Rücken: Silber 4 × 100 Meter Lagen: Gold - Shirley Babashoff 100 Meter Freistil: Silber 200 Meter Freistil: Silber 400 Meter Freistil: 4. Platz 4 × 100 Meter Freistil: Gold 4 × 100 Meter Lagen: Gold - Jane Barkman 4 × 100 Meter Freistil: Gold - Jenny Bartz 200 Meter Lagen: 4. Platz 400 Meter Lagen: 4. Platz - Melissa Belote 100 Meter Rücken: Gold 200 Meter Rücken: Gold 4 × 100 Meter Lagen: Gold - Catherine Carr 100 Meter Brust: Gold 4 × 100 Meter Lagen: Gold - Claudia Clevenger 200 Meter Brust: 4. Platz - Lynn Colella 200 Meter Schmetterling: Silber - Ellie Daniel 100 Meter Schmetterling: 6. Platz 200 Meter Schmetterling: Bronze - Deena Deardurff 100 Meter Schmetterling: 4. Platz 4 × 100 Meter Lagen: Gold - Jo Harshbarger 800 Meter Freistil: 6. Platz - Jenny Kemp 100 Meter Freistil: Halbfinale 4 × 100 Meter Freistil: Gold - Ann Marshall 200 Meter Freistil: 4. Platz 4 × 100 Meter Freistil: Gold - Judy Melick 100 Meter Brust: 5. Platz 4 × 100 Meter Lagen: Gold - Barbara Mitchell 200 Meter Brust: Vorläufe - Karen Moe 100 Meter Rücken: 4. Platz 200 Meter Schmetterling: Gold - Mary Montgomery 400 Meter Lagen: 6. Platz - Sandy Neilson 100 Meter Freistil: Gold 4 × 100 Meter Freistil: Gold 4 × 100 Meter Lagen: Gold - Kim Peyton 4 × 100 Meter Freistil: Gold - Keena Rothhammer 200 Meter Freistil: Bronze 400 Meter Freistil: 6. Platz 800 Meter Freistil: Gold - Dana Schoenfield 200 Meter Brust: Silber - Dana Shrader 100 Meter Schmetterling: 5. Platz 4 × 100 Meter Lagen: Gold - Ann Simmons 800 Meter Freistil: 4. Platz - Lynn Skrifvars 4 × 100 Meter Freistil: Gold 200 Meter Rücken: Vorläufe - Lynn Vidali 100 Meter Brust: Vorläufe 200 Meter Lagen: Bronze 400 Meter Lagen: 7. Platz - Carolyn Wood 200 Meter Algen: 8. Platz - Jenny Wylie 400 Meter Freistil: 5. Platz |

### Segeln
- Edward Bennett
Finn-Dinghy: 22. Platz

- Peter Dean & Glen Foster
Tempest: Bronze

- Richard Gates & Alan Holt
Star: 10. Platz

- Scott Allan & Tim Stearn
Flying Dutchman: 23. Platz

- William Allen, William Bentsen & Harry Melges
Soling: Gold

- Donald Cohan, Charles Horter & John Marshall
Drachen: Bronze

### Turnen
| Männer - Marshall Avener Einzelmehrkampf: 50. Platz in der Qualifikation Mannschaftsmehrkampf: 10. Platz Boden: 63. Platz in der Qualifikation Pferd: 47. Platz in der Qualifikation Barren: 85. Platz in der Qualifikation Reck: 82. Platz in der Qualifikation Ringe: 28. Platz in der Qualifikation Seitpferd: 19. Platz in der Qualifikation - John Crosby Einzelmehrkampf: 77. Platz in der Qualifikation Mannschaftsmehrkampf: 10. Platz Boden: 29. Platz in der Qualifikation Pferd: 45. Platz in der Qualifikation Barren: 58. Platz in der Qualifikation Reck: 102. Platz in der Qualifikation Ringe: 85. Platz in der Qualifikation Seitpferd: 77. Platz in der Qualifikation - Jim Culhane Einzelmehrkampf: 72. Platz in der Qualifikation Mannschaftsmehrkampf: 10. Platz Boden: 83. Platz in der Qualifikation Pferd: 54. Platz in der Qualifikation Barren: 72. Platz in der Qualifikation Reck: 89. Platz in der Qualifikation Ringe: 64. Platz in der Qualifikation Seitpferd: 62. Platz in der Qualifikation - George Greenfield Einzelmehrkampf: 83. Platz in der Qualifikation Mannschaftsmehrkampf: 10. Platz Boden: 80. Platz in der Qualifikation Pferd: 95. Platz in der Qualifikation Barren: 99. Platz in der Qualifikation Reck: 35. Platz in der Qualifikation Ringe: 47. Platz in der Qualifikation Seitpferd: 97. Platz in der Qualifikation - Steven Hug Einzelmehrkampf: 31. Platz Mannschaftsmehrkampf: 10. Platz Boden: 50. Platz in der Qualifikation Pferd: 30. Platz in der Qualifikation Barren: 29. Platz in der Qualifikation Reck: 21. Platz in der Qualifikation Ringe: 37. Platz in der Qualifikation Seitpferd: 11. Platz in der Qualifikation - Makoto Sakamoto Einzelmehrkampf: 56. Platz in der Qualifikation Mannschaftsmehrkampf: 10. Platz Boden: 38. Platz in der Qualifikation Pferd: 28. Platz in der Qualifikation Barren: 17. Platz in der Qualifikation Reck: 39. Platz in der Qualifikation Ringe: 19. Platz in der Qualifikation Seitpferd: 105. Platz in der Qualifikation | Frauen - Kimberly Chace Einzelmehrkampf: 28. Platz Mannschaftsmehrkampf: 4. Platz Boden: 23. Platz in der Qualifikation Pferd: 26. Platz in der Qualifikation Stufenbarren: 36. Platz in der Qualifikation Schwebebalken: 14. Platz in der Qualifikation - Linda Metheny Einzelmehrkampf: 36. Platz Mannschaftsmehrkampf: 4. Platz Boden: 13. Platz in der Qualifikation Pferd: 28. Platz in der Qualifikation Stufenbarren: 35. Platz in der Qualifikation Schwebebalken: 35. Platz in der Qualifikation - Joan Moore Einzelmehrkampf: 21. Platz Mannschaftsmehrkampf: 4. Platz Boden: 11. Platz in der Qualifikation Pferd: 37. Platz in der Qualifikation Stufenbarren: 46. Platz in der Qualifikation Schwebebalken: 25. Platz in der Qualifikation - Roxanne Pierce Einzelmehrkampf: 33. Platz Mannschaftsmehrkampf: 4. Platz Boden: 45. Platz in der Qualifikation Pferd: 28. Platz in der Qualifikation Stufenbarren: 22. Platz in der Qualifikation Schwebebalken: 17. Platz in der Qualifikation - Cathy Rigby Einzelmehrkampf: 10. Platz Mannschaftsmehrkampf: 4. Platz Boden: 9. Platz in der Qualifikation Pferd: 22. Platz in der Qualifikation Stufenbarren: 18. Platz in der Qualifikation Schwebebalken: 6. Platz in der Qualifikation - Nancy Thies Einzelmehrkampf: 35. Platz in der Qualifikation Mannschaftsmehrkampf: 4. Platz Boden: 38. Platz in der Qualifikation Pferd: 28. Platz in der Qualifikation Stufenbarren: 49. Platz in der Qualifikation Schwebebalken: 27. Platz in der Qualifikation |

### Wasserball
Männer
- Bronze

- Kader
Peter Asch
Steven Barnett
Bruce Bradley
Stanley Cole
James Ferguson
Eric Lindroth
John Parker
Gary Sheerer
James Slatton
Russell Webb
Barry Weitzenberg

### Wasserspringen
| Männer - Dave Bush Kunstspringen: 20. Platz in der Qualifikation - Rick Earley Turmspringen: 6. Platz - Mike Finneran Kunstspringen: 5. Platz Turmspringen: 9. Platz - Craig Lincoln Kunstspringen: Bronze - Richard Rydze Turmspringen: Silber | Frauen - Janet Ely Kunstspringen: 4. Platz Turmspringen: 4. Platz - Micki King Kunstspringen: Gold Turmspringen: 5. Platz - Cynthia Potter Kunstspringen: 7. Platz Turmspringen: 21. Platz in der Qualifikation |